# Furtei
Furtei (sardinsky: Futèi) je italská obec (comune) v provincii Sud Sardegna v regionu Sardinie. Nachází se ve výšce 90 metrů nad mořem a má přibližně 1 500 obyvatel. Rozloha obce je 26,11 km².